# Damalie Nagitta-Musoke
Pour les articles homonymes, voir Musoke.
Esther Damalie Nagitta-Musoke (ou Esther Damalie Naggitta-Musoke) est une avocate et universitaire ougandaise, doyenne et directrice par intérim de la faculté de droit de l'université Makerere, en Ouganda, pendant près de cinq ans, de 2012 à 2017. Elle est précédée par le professeur Ben Twinomugisha et remplacée par le Dr Christopher Mbaziira. Elle est également avocate auprès des tribunaux judiciaires ougandais et associée au sein des cabinets de droit de Mubiru-Musoke, Musisi & Co. Advocates.

## Formation
Naggita-Musoke obtient son Bachelor of Laws de l'université Makerere avec distinction et sa maîtrise en droit de l'université de Nottingham. Elle obtient son doctorat à la faculté de droit (en) de l'université du Wisconsin, où elle rédige sa thèse sur les droits juridiques des personnes handicapées dans les zones rurales de l'Ouganda. Elle est également titulaire d'un certificat sur les droits humains des femmes du Centre universitaire européen d'études sur la paix de Stadtschlaining, en Autriche, et d'un diplôme de troisième cycle en pratique juridique (en) du Centre de développement du droit (en) de Kampala.

## Carrière académique
En 1993, Nagitta-Musoke rejoint la Faculté de droit de l'université Makerere au Département de droit et de jurisprudence. Elle enseigne et elle a des intérêts de recherche qui incluent le droit international humanitaire, le droit commercial international (en particulier la finance et la sécurité) et le droit de la preuve et de la représentation. Ses écrits portent principalement sur les droits de l'homme, en particulier les droits des femmes dans les zones de conflit et le sort des personnes handicapées. Naggitta-Musoke est professeure invitée au Global Legal Studies Center de l'université du Wisconsin à Madison. Depuis 2012, elle est doyenne de la faculté de droit de l'Université Makerere. Elle est actuellement membre de Law & Jurisprudence au sein du comité éditorial du East African Journal of Peace and Human Rights.

## Publications (sélection)
- Naggita, Esther Damalie, « Why men come out ahead: the legal regime and the protection and realization of women's rights in Uganda », East African Journal of Peace and Human Rights, vol. 6, no 1,‎ 2000, p. 34–65
- Naggita, Esther Damalie, « Women's Rights are Human Rights », East African Journal of Peace and Human Rights, vol. 6, no 2,‎ 2000, p. 268–273
- Naggita-Musoke, Esther Damalie, « The Beijing Platform for Action: a review of progress made by Uganda (1995-2000) », East African Journal of Peace & Human Rights, vol. 7, no 2,‎ 2001, p. 256–282
- The State and Law: The Case for the Protection of Persons with Disabilities in Uganda, University of Wisconsin Law School, coll. « Dissertation », 2012[6]